# 鉄道 (アルカンの作品)
練習曲「鉄道」 (Le chemin de fer, Étude pour Piano) 作品27bは、シャルル＝ヴァランタン・アルカンによって作曲されたピアノのための練習曲。作品番号27aはピアノ曲『凱旋行進曲』("Marche triomphale") に与えられている。

## 概要
1844年に作曲され、いくつかの旧作（作品22から26）とともに同年に出版された。題名の通り機関車を題材とした標題音楽で、アルカン作品の選集を校訂したジョージ・ベック（George Beck）はアルカンが「機械のスピードと詩情への賛美を表明した最初の作曲家」であると述べている。その技巧的な難度と描写の迫真性、先進性から、アルカンの作品の中でも最も有名なものの一つとなっている。森下唯は「そこには、蒸気機関車という最先端技術に驚嘆する作曲家の感情が、この上なく活き活きと描き出されている。速すぎるように思えるテンポも、こうして鉄道を活写するためには必要不可欠な要素だったのだ」と述べている。

## 楽曲

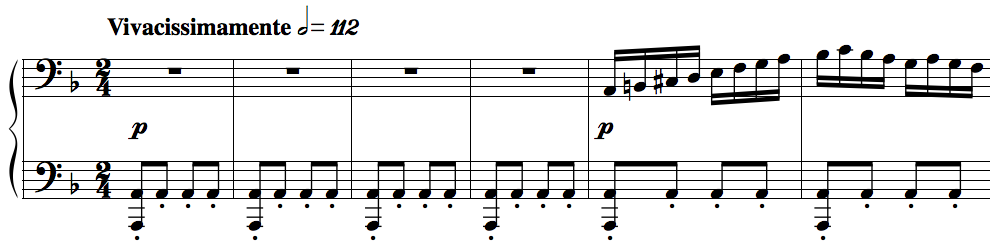
楽譜の冒頭

ニ短調、2/4拍子、Vivacissimamente（きわめて活発に）。指定通りのテンポで演奏した場合の演奏時間は約5分。
蒸気機関の動きを模した左手のオスティナートに乗った急速なパッセージで始まる。オスティナートのA音は（1小節の例外を除き）冒頭から52小節続く。また16分音符のパッセージは509小節の作品全体を通して弾かれ続け、この二分音符=112という極端な速度での無窮動という発想は、後の『あたかも風のように』などの作品に受け継がれる。
次に変ロ長調で現れる美しい主題は、乗客たちの旅の喜びを表したものとされる。その後、高音のオクターヴによる汽笛の描写などが登場し、車窓からの光景を反映した鮮やかな場面転換が続く。コーダは次第に音価が粗くなっていき、汽笛が再び鳴り響いて、列車が駅に到着したことを表わす。

## 演奏

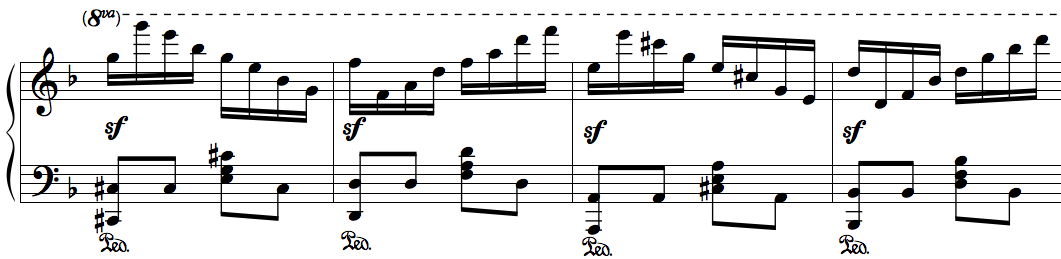
終盤のクライマックス

指定されたテンポは16分音符で右手が動き回る曲としては異常なまでの速さであり、演奏を困難にさせる原因の一つとなっている。また左手のオスティナートも、演奏する側としては相当な体力が要求され、これも困難である。曲想が変わって速度が落ちたように聴こえる箇所が2箇所あるが、その箇所でも実は両手を合わせると常に16分音符を弾いており、さらに左手はオクターヴを超える跳躍をしている。このように休む暇無く鍵盤を叩き続けた後には、最難箇所のクライマックスが待っている。クライマックスでは左手は和音での跳躍と連打を同時に繰り返し、右手は高音部で異常なまでの速さでアルペジオや音階を繰り返すため、疲労が最高潮に達した後に弾くのは困難を極める。また、特にこの部分では右手と左手が遠く離れるため、両手を視界に収めることは出来ず、左手の連打付き跳躍か右手の急速なパッセージのうち、どちらかは目を離して演奏するしか無い。この上、曲全体を通して、親指と小指に黒鍵、それ以外の指に白鍵を割り当てる不自然な運指でしか弾けない部分が散りばめられており、これも演奏を難しくしている。このように、実際の演奏において指定テンポ通りに弾くのはほぼ不可能と言える作品である。

## 録音
上記のような難しさに加え、アルカンの曲が一般にあまり知られていないということもあり、演奏される機会や録音は非常に少ない。録音を残しているピアニストとして、ローラン・マルタン（Laurent Martin, 2回録音）や金澤攝、森下唯があげられる。しかし、どちらの録音においても、故意かどうかは別としても、特にクライマックスにおいて省略されている音符があり、現代のピアノ演奏技術ではこの作品を完全には再現できないことを物語っている。また、ミヒャエル・ナナサコフの演奏も、自動演奏ならではの精度の高さで有名である。